# Американские горки
Американские горки (в англоязычных странах используется название roller coaster, в некоторых странах Европы русские горки) — закрепившееся русскоязычное название одного из самых популярных аттракционов в парках развлечений.
Представляют собой железнодорожную систему специальной конструкции, спроектированной так, чтобы состав вагонеток с пассажирами, проходящий по ней, резко изменял направление и скорость движения. Поскольку вагонетки не имеют собственного источника энергии, то для ускорения используется преобразование потенциальной энергии состава в кинетическую и наоборот.
Символ американских горок в Юникоде — 🎢.

## Название
В русском языке термин «американские горки» закрепился, потому что в виде, близком к современному, они были впервые созданы в США и получили там очень большую популярность.
Название «русские горки» является отсылкой к ледяным горкам, устраиваемым в дни масленичных гуляний, в том числе при царском дворе. Вот как описывает это развлечение Джейн Вигор, на тот момент супруга Клавдия Рондо, английского дипломата в Российской Империи в 1728—1739 г. при Петре II и Анне Иоанновне:
Это ледяная гора, построенная с верхнего дворцового этажа на Двор. Она довольно широка, так что по ней может спуститься коляска, и иметь по обеим сторонам небольшие борты. Её устройство следующее: сначала сколочены были доски, которые поливали водой, пока наконец вся отлогость не покрылась льдом значительной толщины. Придворные дамы и кавалеры садятся в санки, спускаются с верха горы и несутся вниз с быстротою птицы. Иногда санки случайно сталкиваются одни с другими, тогда катающиеся опрокидываются и это всем, как можете представить, доставляет смех. Всякий, кто имеет вход ко двору, должен кататься — так они называют забаву и к счастью никто еще не сломил себе шеи. Я была объята ужасом, когда мне должно было идти на это опасное увеселение, потому, что боялась не только сломать себе шею, но и подвергнуться сраму, о котором нельзя подумать без содрогания <...>Джейн Вигор, Письма леди Рондо, супруги английского министра при российском дворе, в царствование императрицы Анны Иоанновны
При Екатерине II была построена катальная горка в Ораниенбауме, санки которой были оборудованы колёсами, а спуск имел четыре промежуточных подъёма, от которой до настоящего времени сохранился павильон.
Русские солдаты, дошедшие до Парижа в 1815—1816 годах после поражения Наполеона при Ватерлоо, возможно, познакомили местное население с таким развлечением, как спуск на санках с крутых горок. В июле 1817 года французский банкир по имени Николя Божон открыл парк развлечений „Parc Beaujon“ на Елисейских полях. Самой известной его особенностью были Promenades Aériennes или „Воздушные прогулки“. В них использовались колесные тележки, надёжно закреплённые на рельсах, направляющие рельсы для поддержания курса и более высокой скорости. Трёхколёсные тележки буксировались на вершину башни, а затем отпускались, чтобы спуститься по двум извилистым дорожкам с обеих сторон. Вскоре в Париже появилось семь подобных аттракционов.
В 1887 году французский предприниматель Жозеф Оллер, владелец кабаре «Мулен Руж», построил постоянный аттракцион Les Montagnes Russes à Belleville («Русские горы Бельвиля»).

## История
Американские горки были разработаны и запатентованы изобретателем Джоном Тейлором (John G. Taylor) под названием «Наклонная железная дорога» (Inclined Railway) и впервые открыты в Кони-Айленде в 1884 году. Однако более известно имя ЛаМаркуса Эдна Томпсона, который запатентовал более 30 инноваций, относящихся к американским горкам, и построил несколько десятков горок в Соединённых Штатах.
Наиболее древним упоминанием о горках считается увлечение катанием на санях в зимнее время в России в XVII(17) веке. Ледяные горки, построенные по указу Петра I под Санкт-Петербургом, имели высоту примерно 25 метров и угол наклона около 50°. Екатерина II была настолько увлечена катальными горками, что приказала построить их для личного использования на территории царской резиденции. Существует несколько мнений относительно того, кто первый предложил оборудовать сани колёсами. Некоторые историки полагают, что впервые такие горки появились при Екатерине II в садах Ораниенбаума в 1784 году. Множество других историков утверждают, что это произошло во Франции. В Париже в 1812 году были открыты Les Montagnes Russes à Belleville, что переводится как «Русские горки в Бельвиле». Вагонетки этих горок были оборудованы колёсами, которые фиксировались в рельсе и обеспечивали безопасность при больших скоростях.
Теофиль Готье при описании русских горок в Санкт-Петербурге писал, что в начале Реставрации Бурбонов они произвели большой успех в Париже: 
«Их устроили в Бельвиле и других публичных парках. Но разница в климате требовала другой их конструкции. Повозки на колёсах скатывались по желобкам на крутых спусках и, несясь по инерции, взлетали на площадку, устроенную на меньшей высоте, чем точка их отправления. Часты были несчастные случаи, так как колёса повозок нет-нет да и выскакивали из желобков. Это и заставило отказаться от опасного развлечения».
В 1827 году горнодобывающая компания Summit Hill в Пенсильвании сконструировала 14-километровую железную дорогу, использующую силу тяжести для перемещения угля от места добычи в место отгрузки. К 1850-м годам так называемая «гравитационная дорога» (Gravity Road) предоставляла возможность искателям экстремальных ощущений «прокатиться с ветерком» за 50 центов за поездку. Используя эту идею, ЛаМаркус Эдна Томпсон спроектировал горку, которая открылась в 1884 году в Кони-Айленде. Пассажирам необходимо было самостоятельно подняться на верх платформы, откуда они съезжали вниз в вагонетках, похожих на скамейки. Проехав около 180 метров, состав поднимался на вторую платформу, после чего переставлялся на обратный путь, и пассажиры съезжали обратно. Такая конструкция в скором времени была заменена на замкнутую дорогу овальной формы. В 1885 году Филип Хинкль (англ. Phillip Hinkle) представил публике дорогу замкнутой траектории, в которой использовался автоматический подъёмник. В 1994 же году начались разработки ныряющих горок, а позже — без плотных вагонеток.

## Самые высокие в мире
- Kingda Ka — самый высокий аттракцион на сегодняшний день. Расположен в парке «Six Flags Great Adventure» в Нью-Джерси. Способен поднять пассажиров на высоту 140 метров. Впервые был запущен в 2005 году и до 2009 был самым быстрым в мире. Длина трека аттракциона составляет 950 метров;
- Top Thrill Dragster — аттракцион парка «Cedar Point» в штате Огайо высотой 130 метров. Для авиационной безопасности на горках предусмотрены четыре строб-лампы. На момент открытия Top Thrill Dragster в 2003 году аттракцион установил 4 мировых рекорда: горки были самыми высокими, самыми быстрыми, с наличием участка с углом падения под 90° и участка крученного падения длиной в 120 метров;
- Superman: Escape from Krypton — аттракцион, расположенный в «Six Flags Magic Mountain» в Калифорнии. Высота данной конструкции составляет 125 метров. Открытие ожидалось летом 2012 года после реконструкции;
- Tower of Terror II — аттракцион парка Dreamworld, Квинсленд, Австралия. В 1997 году эти горки были первыми, скорость движения по которым достигала 161км/ч. Длина падения составляет 100 метров, а высота конструкции 115 метров. Впоследствии «Башня ужасов» была реконструирована, были изменены некоторые детали аттракциона, и вновь аттракцион был запущен как «Башня ужаса II» в 2010 году;
- Steel Dragon 2000 — расположен в Nagashima Spa Land, Япония. Самые длинные горки на сегодняшний день (трек длиной 2478,99 метра и высотой 97 метров). Постройка аттракциона обошлась его заказчикам в 52 000 000 долларов США: столь внушительная сумма сложилась в результате больших затрат на защиту от землетрясений.

## Иллюстрации
- Kingda Ka, самые высокие и вторые по скорости «американские горки», находятся в Нью-Джерси
- Expedition GeForce, Холидэй Парк, Хаслох (Рейнланд-Пфальц)
- Парк Шесть флагов над Техасом
- Wilde Maus (дикая мышь), за ВВЦ